# Tachinomyia acosta
Tachinomyia acosta là một loài ruồi trong họ Tachinidae.